# Jurský Chlm
Jurský Chlm je chráněný areál na Slovensku. Nachází se v katastrálních územích obcí Búč v okrese Komárno a Mužla v okrese Nové Zámky v Nitranském kraji. Území bylo vyhlášeno v roce 1993 jako přírodní rezervace s rozlohou 5,8 hektaru. V roce 2020 byla rezervace převedena na chráněný areál a rozšířena na 103,1 hektaru.